# Branko Brnović
Branislav ("Branko") Brnović (Servisch: Бранко Брновић) (Titograd, 8 augustus 1967) is een voormalig profvoetballer uit Montenegro, die speelde als verdediger. Hij beëindigde zijn loopbaan in 2007 bij FK Kom Podgorica en stapte daarna het trainersvak in. Brnović was van 2011 tot eind 2015 bondscoach van het Montenegrijns voetbalelftal, alwaar hij Zlatko Kranjčar opvolgde.

## Carrière
Brnović speelde 27 interlands voor Joegoslavië en scoorde drie keer voor de nationale ploeg. Als speler van FK Budućnost Titograd maakte hij zijn debuut op 20 september 1989 in de vriendschappelijke wedstrijd tegen Griekenland (3–0) in Novi Sad, net als Gordan Petrić (Partizan Belgrado) en Andrej Panadić (Dinamo Zagreb). Hij nam met zijn vaderland deel aan het wereldkampioenschap voetbal 1998 in Frankrijk. Sinds 2011 is hij de bondscoach van het Montenegrijns voetbalelftal. Op 7 oktober debuteerde hij aan de zijlijn bij een EK-kwalificatieduel tegen Engeland (2–2). Nadat hij de selectie niet naar het EK voetbal 2016 in Frankrijk had weten te loodsen, stapte hij op. Hij werd opgevolgd door Ljubiša Tumbaković.
| Interlands Montenegro onder leiding van Branko Brnović | Interlands Montenegro onder leiding van Branko Brnović | Interlands Montenegro onder leiding van Branko Brnović | Interlands Montenegro onder leiding van Branko Brnović | Interlands Montenegro onder leiding van Branko Brnović |
| №                                                      | Datum                                                  | Wedstrijd                                              | Uitslag                                                | Competitie                                             |
| ------------------------------------------------------ | ------------------------------------------------------ | ------------------------------------------------------ | ------------------------------------------------------ | ------------------------------------------------------ |
| 1                                                      | 7 oktober 2011                                         | Montenegro – Engeland                                  | 2 – 2                                                  | EK-kwalificatie                                        |
| 2                                                      | 11 oktober 2011                                        | Zwitserland – Montenegro                               | 2 – 0                                                  | EK-kwalificatie                                        |
| 3                                                      | 11 november 2011                                       | Tsjechië – Montenegro                                  | 2 – 0                                                  | EK-kwalificatie                                        |
| 4                                                      | 15 november 2011                                       | Montenegro – Tsjechië                                  | 0 – 1                                                  | EK-kwalificatie                                        |
| 5                                                      | 29 februari 2012                                       | Montenegro – IJsland                                   | 2 – 1                                                  | Oefeninterland                                         |
| 6                                                      | 25 mei 2012                                            | België – Montenegro                                    | 2 – 2                                                  | Oefeninterland                                         |
| 7                                                      | 15 augustus 2012                                       | Montenegro – Letland                                   | 2 – 0                                                  | Oefeninterland                                         |
| 8                                                      | 7 september 2012                                       | Montenegro – Polen                                     | 2 – 2                                                  | WK-kwalificatie                                        |
| 9                                                      | 11 september 2012                                      | San Marino – Montenegro                                | 0 – 6                                                  | WK-kwalificatie                                        |
| 10                                                     | 16 oktober 2012                                        | Oekraïne – Montenegro                                  | 0 – 1                                                  | WK-kwalificatie                                        |
| 11                                                     | 14 november 2012                                       | Montenegro – San Marino                                | 3 – 0                                                  | WK-kwalificatie                                        |
| 12                                                     | 22 maart 2013                                          | Moldavië – Montenegro                                  | 0 – 1                                                  | WK-kwalificatie                                        |
| 13                                                     | 26 maart 2013                                          | Montenegro – Engeland                                  | 1 – 1                                                  | WK-kwalificatie                                        |
| 14                                                     | 7 juni 2013                                            | Montenegro – Oekraïne                                  | 0 – 4                                                  | WK-kwalificatie                                        |
| 15                                                     | 14 augustus 2013                                       | Wit-Rusland – Montenegro                               | 1 – 1                                                  | Oefeninterland                                         |
| 16                                                     | 6 september 2013                                       | Polen – Montenegro                                     | 1 – 1                                                  | WK-kwalificatie                                        |
| 17                                                     | 11 oktober 2013                                        | Engeland – Montenegro                                  | 4 – 1                                                  | WK-kwalificatie                                        |
| 18                                                     | 15 oktober 2013                                        | Montenegro – Moldavië                                  | 2 – 5                                                  | WK-kwalificatie                                        |
| 19                                                     | 17 november 2013                                       | Luxemburg – Montenegro                                 | 1 – 4                                                  | Oefeninterland                                         |
| 20                                                     | 5 maart 2014                                           | Montenegro – Ghana                                     | 1 – 0                                                  | Oefeninterland                                         |
| 21                                                     | 23 mei 2014                                            | Slowakije – Montenegro                                 | 2 – 0                                                  | Oefeninterland                                         |
| 22                                                     | 26 mei 2014                                            | Iran – Montenegro                                      | 0 – 0                                                  | Oefeninterland                                         |
| 23                                                     | 8 september 2014                                       | Montenegro – Moldavië                                  | 2 – 0                                                  | EK-kwalificatie                                        |
| 24                                                     | 9 oktober 2014                                         | Liechtenstein – Montenegro                             | 0 – 0                                                  | EK-kwalificatie                                        |
| 25                                                     | 12 oktober 2014                                        | Oostenrijk – Montenegro                                | 1 – 0                                                  | EK-kwalificatie                                        |
| 26                                                     | 15 november 2014                                       | Montenegro – Zweden                                    | 1 – 1                                                  | EK-kwalificatie                                        |
| 27                                                     | 27 maart 2015                                          | Montenegro – Rusland                                   | 0 – 3                                                  | EK-kwalificatie                                        |
| 28                                                     | 8 juni 2015                                            | Denemarken – Montenegro                                | 2 – 1                                                  | Oefeninterland                                         |
| 29                                                     | 14 juni 2015                                           | Zweden – Montenegro                                    | 3 – 1                                                  | EK-kwalificatie                                        |
| 30                                                     | 5 september 2015                                       | Montenegro – Liechtenstein                             | 2 – 0                                                  | EK-kwalificatie                                        |
| 31                                                     | 8 september 2015                                       | Moldavië – Montenegro                                  | 0 – 2                                                  | EK-kwalificatie                                        |
| 32                                                     | 9 oktober 2015                                         | Montenegro – Oostenrijk                                | 2 – 3                                                  | EK-kwalificatie                                        |
| 33                                                     | 12 oktober 2015                                        | Rusland – Montenegro                                   | 2 – 0                                                  | EK-kwalificatie                                        |
| 34                                                     | 12 november 2015                                       | Macedonië – Montenegro                                 | 4 – 1                                                  | Oefeninterland                                         |

## Erelijst
Partizan Belgrado
- Landskampioen

1993, 1994
- Beker van Joegoslavië

1992, 1994
 RCD Espanyol
- Copa del Rey

2000